# 未納
| ウィキペディアには「未納」という見出しの百科事典記事はありません（タイトルに「未納」を含むページの一覧/「未納」で始まるページの一覧）。 代わりにウィクショナリーのページ「未納」が役に立つかもしれません。 |